# Montarlot
Montarlot ist eine Commune déléguée in der französischen Gemeinde Moret-Loing-et-Orvanne mit 232 Einwohnern (Stand 1. Januar 2022) im Département Seine-et-Marne in der Region Île-de-France. Der Ort befindet sich fünf Kilometer südöstlich von Fontainebleau an der Route départementale D40E1.

## Weblinks

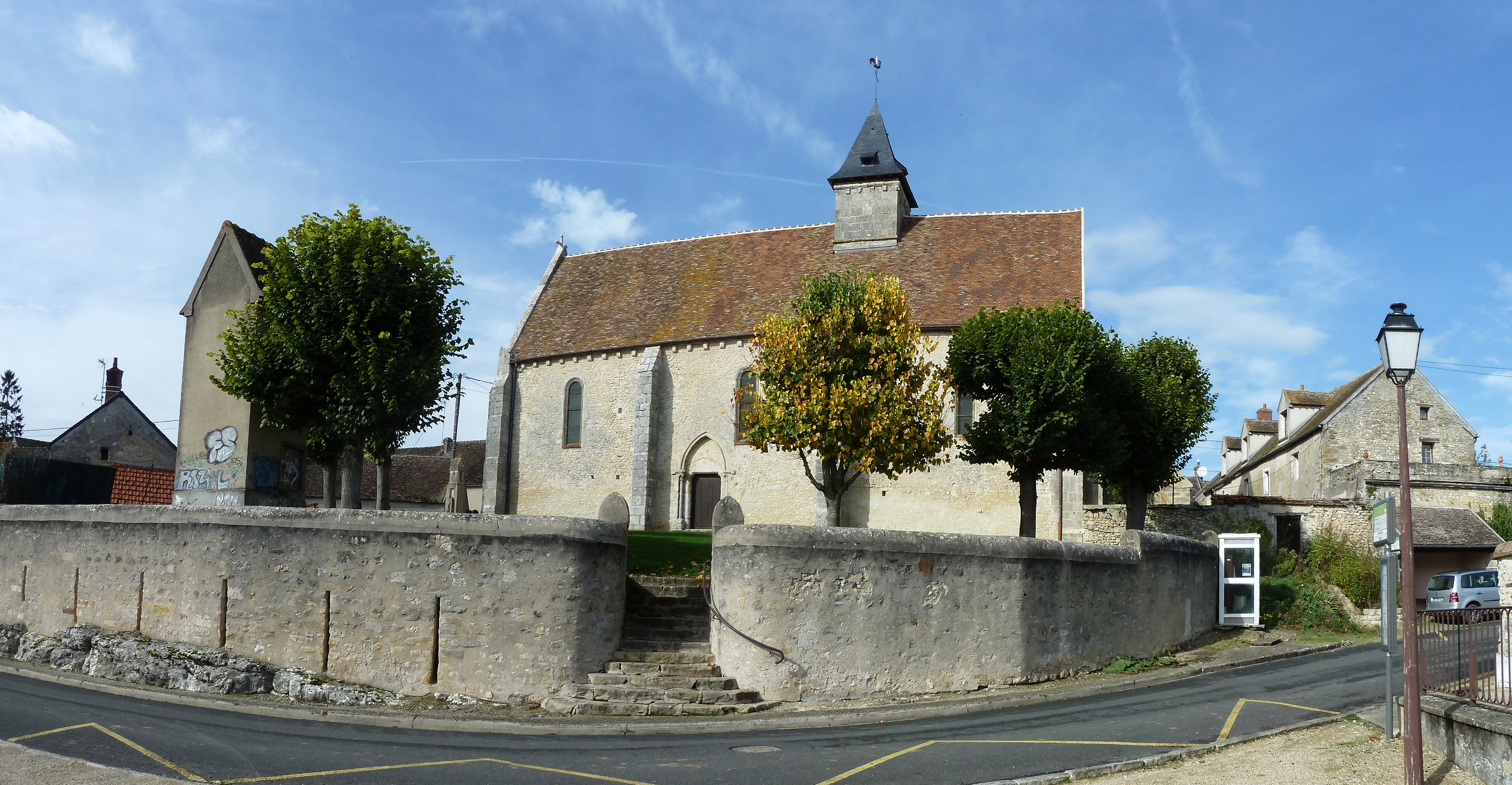
Kirche St-Mammès

## Geschichte
Montarlot wurde mit Wirkung vom 1. Januar 2016 mit Épisy und Orvanne zur Commune nouvelle Moret Loing et Orvanne (heutige Schreibweise Moret-Loing-et-Orvanne) zusammengelegt. Heute ist Montarlot eine Commune déléguée.

## Sehenswürdigkeiten
- Kirche St-Mammès, erbaut im 13. Jahrhundert (Monument historique)